# منير أنيس
منير حنا أنيس (مواليد 8 أبريل 1950) هو أسقف إنجيليكاني مصري. أصبح أسقفًا لمصر منذ عام 2000، ورئيس أساقفة الإسكندرية منذ يونيو 2020. كان رئيس أساقفة للكنيسة الأسقفية في القدس والشرق الأوسط من 2007 إلى 2017، عندما كانت أبرشية الإسكندرية جزءًا من الكنيسة الأسقفية في القدس والشرق الأوسط. ثم رئيس أساقفة للقطاع الاقليمي الانجيليكاني في الاسكندرية.
وهو أيضًا طبيب محترف، ومصور فوتوغرافي ورسام هاوٍ. هو متزوج وله ولدان.

## حياته العملية
حصل أنيس على بكالوريوس الطب والجراحة من جامعة القاهرة عام 1974. عمل في مستشفى هاربور التذكاري في منوف من عام 1979 إلى 1999، كطبيب مقيم حتى عام 1989 ومديرًا منذ عام 1984.
حصل على دبلوم طب المناطق الحارة والصحة العامة من كلية طب المناطق الحارة بلندن عام 1986. كما حصل على شهادة في إدارة المستشفيات والإدارات من كلية الصحة العامة بجامعة كاليفورنيا في الولايات المتحدة في عام 1992.

## حياته الدينية
سعى أنيس إلى الرهبنة في سن متأخرة نسبيًا، حيث رُسم شماسًا عام 1997، وكاهنًا عام 1999. خدم في كاتدرائية جميع القديسين في القاهرة، وأصبح فيما بعد مديرًا لأبرشية مصر. ذهب لتلقي تدريب لاهوتي وعملي في كلية مور اللاهوتية، في سيدني، أستراليا، في أبرشية كانتربري، في إنجلترا، وفي ناشوتا هاوس، في الولايات المتحدة.
تم انتخابه أسقفًا لمصر من قبل مجمع الأبرشية، وكان ثالث مصري يشغل منصب أسقف أبرشية مصر الانجيليكانية. تم تكريسه في 15 مايو 2000، في 8 يونيه 2021 أحيل الي التقاعد عند سن 70 سنة. وحل محله المطران سامي فوزي.
كما انتخب عام 2007 رئيسًا لأسقف الكنيسة الأسقفية في القدس والشرق الأوسط، وأعيد انتخابه عام 2012، وأكمل فترة ولايته عام 2017. انفصلت أبرشيته بعد ذلك عن الكنيسة الأسقفية في القدس والشرق الأوسط.
أنشأ القطاع الإقليمي الانجيليكاني في الإسكندرية ويتكون من أربع أبرشيات جديدة، وهو أيضًا رئيس اساقفتها. إنه واحد من عدد قليل من الأساقفة الأنجيليكان الذين خدموا كرئيس أساقفة لقطاعان اقليميان.
شارك أنيس في إعادة وحدة الأنجيليكان، كعضو ورئيس حالي للجنة التوجيهية العالمية لرؤساء الجنوب. أيد تأسيس الكنيسة الأنجليكانية في أمريكا الشمالية في عام 2009. قرر عدم حضور مؤتمر المستقبل الأنجليكاني العالمي الأول، الذي عقد في القدس، في عام 2008، لكنه حضر اجتماع الجنوب العالمي في سنغافورة، في عام 2010.

## روابط خارجية
- السيرة الذاتية للمطران منير أنيس بالموقع الرسمي لأبرشية مصر